# Croton rufoargenteus
Espèce
Croton rufoargenteus est une espèce de plantes à fleurs du genre Croton et de la famille des Euphorbiaceae, présente au Brésil (Minas Gerais).
Il a pour synonyme :
- Oxydectes rufoargentea, (Müll.Arg.) Kuntze